# ترنسرها
ترنسرها (به انگلیسی: Trancers) یا پلیس آینده (به انگلیسی: Future Cop) فیلمی محصول سال ۱۹۸۴ و به کارگردانی چارلز بند است. در این فیلم بازیگرانی همچون تیم تامرسون، هلن هانت، مایکل استفانی، آرت لافلئور، ریچارد هرد، تلما هاپکینز، آن سیمور، باربارا پری و ریچارد اردمن ایفای نقش کرده‌اند.